# Drängsereds församling
Drängsereds församling var en församling i Torups pastorat i Falkenbergs kontrakt i Göteborgs stift. Församlingen ligger i Hylte kommun i Hallands län. Församlingen uppgick 2014 i Torups församling.

## Administrativ historik
Församlingen har medeltida ursprung. 
Församlingen var till 1962 moderförsamling i pastoratet Drängsered och Krogsered. Från 1962 till 2014 var den annexförsamling i pastoratet Torup, Kinnared och Drängsered. Församlingen uppgick 2014 i Torups församling.

## Kyrkor
- Drängsereds kyrka